# Elo Havetta
Elo Havetta (Veľké Vozokany, 13 giugno 1938 – Bratislava, 4 febbraio 1975) è stato un regista slovacco, uno degli esponenti del movimento della Nová vlna. Fu anche arrangiatore, fotografo e grafico.

## Biografia
Registrato all'anagrafe come Eliáš, ebbe fin dall'infanzia il soprannome di Elo. Negli anni cinquanta studiò alla Scuola dell'industria artistica di Bratislava, ove conobbe Juraj Jakubisko. Entrambi si iscrissero poi alla facoltà di cinema e televisione dell'Accademia di Arte delle Muse di Praga. Ebbe come insegnante il regista Karel Kachyňa. Fra i suoi colleghi all'accademia c'erano il futuro regista Dušan Hanák e lo scenografo Lubor Dohnal con cui iniziò a collaborare. Tuttavia non terminò gli studi e tornò in Slovacchia: prese a lavorare agli studi cinematografici Koliba di Bratislava.
Di ingegno versatile, presentò le sue fotografie all'Esposizione Universale di Montréal del 1967.
Al suo periodo studentesco appartengono i cortometraggi Svatá Jana ("Santa Giovanna"), Předpověď: nula ("Previsioni: zero") e il documentario 34 dní absolutního klidu ("Trentaquattro giorni di silenzio assoluto"). Il suo primo lungometraggio fu "Un gala al giardino botanico" (Slávnosť v botánickej zahráde 1969), ma al termine della primavera di Praga incominciò ad adeguarsi al processo di normalizzazione, che comportò una riduzione dell'ambito tematico: Havetta lavorò a numerosi progetti, fra cui un film con soggetto di Ivan Olbracht, che non fu possibile terminare. Finalmente riuscì a realizzare il suo secondo lungometraggio nel 1972 con "Gigli di campo" (Ľalie poľné). Anche questo secondo film, come il primo, fu salutato con favore dalla critica, ma fu immediatamente messo al bando in Slovacchia, proprio come era accaduto al primo film.
In seguito collaborò con il giornale Laštovička e con il giornale per registi principianti Račte vstúpiť. Allo stesso tempo tuttavia gli fu difficile accettare la censura e i divieti impostigli dal regime e iniziò ad abusare di alcol e di farmaci. A trentasei anni morì di emorragia interna a causa di un'ulcera gastrica.
La sua opera fu riscoperta dopo la caduta del comunismo. Gli furono assegnati numerosi premi alla memoria; nel 1990 fu pubblicata una monografia su di lui e nel 2005 uscì il documentario Slávnosť osamelej palmy.

## Filmografia
- Svatá Jana ("Santa Giovanna", 1963)
- Předpověď: nula ("Previsioni: zero", 1965)
- 34 dní absolutního klidu ("Trentaquattro giorni di silenzio assoluto", 1966)
- Slávnosť v botánickej zahráde ("Un gala al giardino botanico", 1969)
- Ľalie poľné ("Gigli di campo", 1972)